# Comerio
Comerio – miejscowość i gmina we Włoszech, w regionie Lombardia, w prowincji Varese.
Według danych na rok 2004 gminę zamieszkiwały 2352 osoby, 470,4 os./km².